# Мурас (фільм)
«Мурас» (інша назва: «Спадщина») — радянський кольоровий художній фільм 1969 року, знятий режисером Толомушем Океєвим на кіностудії «Киргизфільм».

## Про фільм
Фільм присвячений темі краси, величі природи, традиціям киргизів, сучасному життю та праці людей.

## Сюжет
Кінорозповідь ведеться від імені старого, який прожив довге життя. Думкою він оглядає свій життєвий шлях, згадуючи все улюблене і прекрасне, з чим скоро розлучить його невблаганна смерть. Але, незважаючи на близькість трагічної розв'язки, у нього немає песимізму кожен спогад, кожен кадр фільму звучить оптимістично, як саме вічне життя. Риси старого чабана, його характер, його очі повторяться в онуках, і буде кому зберегти і красу рідної землі та його любов до неї.

## Знімальна група
- Режисер — Толомуш Океєв
- Сценаристи — Толомуш Океєв, Біксултан Жакієв
- Оператор — Нуртай Борбієв
- Композитор — Таштан Ерматов